# Guido van Heulendonk
Guido van Heulendonk, pseudoniem van Guido Beelaert (Eeklo, 17 november 1951), is een Vlaams schrijver. Zijn werk omvat romans, verhalen en essays. Terugkerend thema is het noodlot en de (vaak negatieve) gevolgen die toevallige omstandigheden kunnen hebben op het leven, de maatschappelijke positie en relaties van de personages in zijn verhalen.
Na een studie Germaanse filologie aan de Universiteit Gent was Van Heulendonk werkzaam als docent Engels en Nederlands, eerst in het middelbaar onderwijs, later aan Hogeschool Gent.
In 1983 werd in het Nieuw Vlaams Tijdschrift voor het eerst een verhaal van hem gepubliceerd, met de titel Het vierde woord. Ruimere bekendheid verwierf hij twee jaar later, na het verschijnen van zijn eerste roman Hoogtevrees, waarvoor hij een aanmoedigingsprijs van de Provincie Oost-Vlaanderen ontving. De roman werd verfilmd door de Vlaamse televisie (toen BRT).
Voor zijn roman Paarden zijn ook varkens ontving Van Heulendonk in 1996 de De Gouden Uil Literatuurprijs in de categorie fictie.

## Werk
- Hoogtevrees (roman, 1985)
- Logboek van een narrenschip (roman, 1988) - Jaarlijkse prijs voor Nederlandse literatuur van de stad Gent, 1989
- Vreemde vogels (novelle, 1989)
- De echo van de raaf (verhalen, 1991)
- 'All Over the Place' (theatertekst, 1992 - in 3 bic(s) et 1 pc, met teksten van Rita Demeester, Eric de Kuyper en Pol Hoste)
- De vooravond (roman, 1994) - prijs van de Provincie Oost-Vlaanderen, 1995
- Paarden zijn ook varkens (roman, 1995) - Gouden Uil, 1996
- Aimez-vous les moules? (verhalen, 1998)
- Buiten de wereld (roman, 2000)
- Terug naar Killary Harbour (roman, 2004)
- Barnsteen (roman, 2010)
- En dan, als ik weg ben (roman, 2014)
- Niemand uit België (roman, 2016)
- De afrekening (roman, 2019)
- Vrienden van de poëzie (verhalen, 2021)
- "De kroon met twee pieken (roman 2024)